# Käthe Gothe
Hermine Jenny Käthe Gothe (* 11. Mai 1887 in Schwarzenberg/Sachsen; † 19. Juni 1969 in Darmstadt) war eine deutsche Schauspielerin.

## Leben
Käthe Gothe kam 1905 mit 18 Jahren ans Darmstädter Hoftheater. Sie wurde zunächst als „liebliche Naive“ eingesetzt, entwickelte sich aber mit den Jahren zu einem der beliebtesten Mitglieder des Ensembles. So spielte sie dort 1914 die Titelrolle in Hanneles Himmelfahrt von Gerhart Hauptmann. Im Jahr 1921 spielte sie die Eliza in Pygmalion von Georg Bernhard Shaw. Dies Stück wurde bis 1941 29 Mal gespielt. In dem damals sehr bekannten und mehrfach verfilmten Stück Sturm im Wasserglas von Bruno Frank spielte Käthe Gothe ab 1931 die Blumenfrau.
Käthe Gothe hatte zusammen mit ihrem Schauspielkollegen Franz-Johann Schneider eine Tochter, Elisabeth, die 1910 geboren wurde. Sie heirateten 1913 in Darmstadt und Franz-Johann Schneider erkannte Elisabeth als seine Tochter an.
Nachdem das Darmstädter Theater im Zweiten Weltkrieg zerstört worden war, wechselte Käthe Gothe 1946 nach Freiburg und 1951 nach Göttingen, wo sie ebenfalls große Erfolge hatte.
1958 kehrte sie zurück nach Darmstadt, wo sie als Ehrenmitglied des Darmstädter Landestheaters geehrt wurde.
Käthe Gothe starb am 19. Juni 1969 in Darmstadt und wurde auf dem Waldfriedhof in Darmstadt bestattet.
Käthe Gothe war die Großmutter des Dirigenten Christof Prick und der Opernregisseurin Kathrin Prick.

## Hörspiele (Auswahl)
- 1958: Herbert Leger: Mord bleibt in der Familie – Regie: Horst Uhse (Original-Hörspiel, Kurzhörspiel, Kriminalhörspiel – SWF)[10]